# آزمون رانندگی

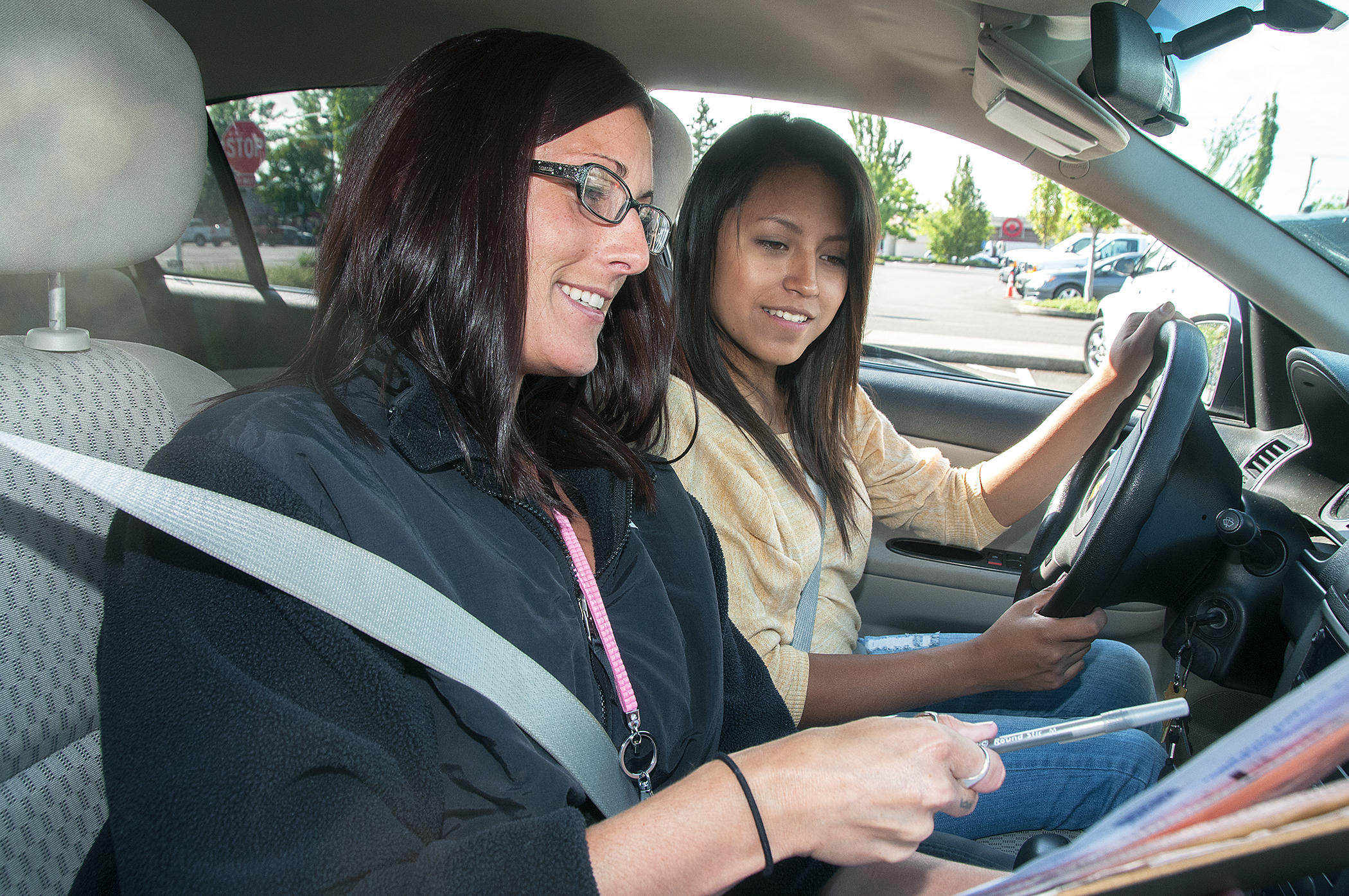
آزمون‌گیرنده رانندگی روش آزمون را برای راننده توضیح می‌دهد.

آزمون رانندگی یا تست رانندگی روشی است که برای آزمایش توانایی یک فرد در رانندگی یک وسیله نقلیه موتوری طراحی شده‌است. این آزمون در سراسر جهان به روش‌های گوناگونی گرفته می‌شود و بیشتر برای دریافت گواهینامه رانندگی مورد نیاز است.
یک آزمون رانندگی به‌طور کلی شامل یک یا دو بخش است: آزمون عملی، به نام آزمون جاده، که برای ارزیابی توانایی رانندگی یک فرد در شرایط عادی عملیاتی استفاده می‌شود، و یک آزمون کتبی یا شفاهی (آزمون تئوری) برای تأیید دانش شخص از رانندگی و قوانین وابسته.
نخستین آزمون ملی اجباری رانندگی در جهان در سال ۱۸۹۹ در فرانسه معرفی شد.
برای اینکه آزمون منصفانه باشد، آزمون‌های نوشتاری رانندگی معمولاً آزمون‌های استاندارد هستند، به این معنی که همه در شرایط یکسان در یک آزمون شرکت می‌کنند. در بسیاری از مکان‌ها آزمون می‌تواند توسط رایانه انجام شود و معمولاً شامل سؤالات مربوط به علائم جاده‌ای و قوانین راهنمایی و رانندگی کشور مربوطه است، اما ممکن است شامل سؤالات مربوط به بهترین شیوه‌های ایمنی جاده یا سؤالات فنی در مورد عملکرد و نگهداری خودرو نیز باشد. در بسیاری از کشورها، قبولی در آزمون کتبی رانندگی برای شرکت در آزمون عملی الزامی است.

## الزامات آزمون
بسته به کشور و دسته گواهینامه رانندگی، آزمون عملی شامل رانندگی در فضای عمومی، جاده باز و همچنین تست مانور متفاوتی است که معمولاً در یک محیط کنترل شده انجام می‌شود مانند:
- رانندگی به جلو و عقب از میان مجموعه‌ای از مخروط‌های ترافیکی
- معکوس کردن در گوشه ای یا داخل یک فضای پارکینگ، با یا بدون تریلر یا نیمه تریلر، یا با تریلر اضافی برای قطارهای جاده‌ای چند دکل
- چرخش و خروج از تقاطع‌های کنترل شده با تریلر یا با یک تریلر اضافی برای قطارهای جاده‌ای چند دکل
- توقف‌های اضطراری یا مانورهای فراری
- اتصال و جداسازی تریلر به کامیون که شامل برقراری اتصالات الکتریکی و هوای فشرده و بررسی آنها می‌شود.
- ثابت نگه داشتن موتورسیکلت در سرعت کم
- پارک موازی (با حداکثر ۲ حرکت مجزا به جلو)
- پارکینگ با زاویه معکوس (ماشین‌ها، کامیون‌ها و قطارهای جاده ای)
- چرخش سه نقطه‌ای (در ۳ حرکت)
- شروع سربالایی، پارکینگ در سراشیبی کنار خیابان با تعویض دنده
- تعویض دنده با خاموش شدن چراغ سبز (فقط خودروها و کامیون‌های دستی)
- تغییر مسیر
- ورود و خروج از تقاطع‌ها (از مسیرها، تابلوهای ایست، دوربرگردان)

## در کشورهای گوناگون
در برخی کشورها (ژاپن، کره جنوبی، تایوان) تست‌های مانورپذیری زمان‌بندی شده‌است، به این معنی که زمان مورد انتظاری وجود دارد که راننده باید این وظایف را انجام دهد، بنابراین آنها ترافیک را متوقف نمی‌کنند.

### اتحادیه اروپا
در اکثر کشورهای عضو اتحادیه اروپا، آزمون جاده ممکن است بر روی یک وسیله نقلیه دستی یا خودکار انجام شود، با این حال، هنگام استفاده از وسیله نقلیه خودکار، گواهینامه رانندگی به چنین وسایل نقلیه محدود می‌شود. این موضوع برای تست‌های جاده نیوزلند و استرالیا نیز صادق است. داوطلبی که آزمون خود را به صورت خودکار قبول می‌کند، می‌تواند در یک تاریخ بعدی برای ارتقای گواهینامه خود در آزمون عملی دوم شرکت کرده و قبول شود.
بسته به کشور، آزمایش‌های دیگری مانند آزمایش بینایی یا آزمایش واکنش ممکن است مورد نیاز باشد. اینها ممکن است بخشی از آزمون تئوری یا آزمون عملی باشند یا ممکن است آزمون‌های جداگانه ای باشند که در این صورت معمولاً پیش نیاز پذیرش در آزمون عملی هستند. بریتانیا و برخی کشورهای دیگر از آزمون ادراک خطر به عنوان بخشی از آزمون تئوری استفاده می‌کنند که در آن به داوطلبان چند کلیپ ویدیویی کوتاه از سناریوهای رانندگی نشان داده می‌شود و باید به هر خطری که در حال ظهور است پاسخ دهند.

### استرالیا و نیوزیلند
در استرالیا و نیوزیلند وسایل نقلیه باید توسط خود شخص ارائه شود و مدرکی مبنی بر گارانتی سالانه تناسب اندام و ثبت نام ارائه شود تا شایستگی خودرو را ثابت کند. فقط در قلمرو شمالی و انجمن خودرو نیوزیلند، مربیان وابسته به آموزش‌های رانندگی می‌توانند افسر آزمون‌های رسمی رانندگی شوند، اما نباید دانش‌آموزان خود را ارزیابی کنند و باید در اتومبیل‌های مخصوص افسران آزمون رانندگی کنند. تست جاده ممکن است بر روی یک وسیله نقلیه دستی یا خودکار انجام شود، با این حال، هنگام استفاده از وسیله نقلیه اتوماتیک، گواهینامه رانندگی به چنین وسایل نقلیه محدود می‌شود.

### ایالات متحده
در ایالات متحده، اکثر دفاتر وزارت وسایل نقلیه موتوری وسیله‌ای را برای تست جاده ارائه نمی‌کنند و بنابراین فردی که در این آزمون شرکت می‌کند باید وسیله نقلیه خودش را تهیه کند. این کار مفید است زیرا وسیله نقلیه‌ای که برای آزمایش استفاده می‌شود معمولاً همان وسیله‌ای است که برای تمرین رانندگی از آن استفاده شده بود. قبل از اینکه آنها بتوانند از وسیله نقلیه برای آزمایش استفاده کنند، باید مدرکی مبنی بر بیمه مسئولیت خودروی خاص به DMV نشان دهند تا از مسئولیت قانونی ناشی از تصادفی که ممکن است در طول آزمایش رخ دهد جلوگیری شود.

### ایران
آزمون آیین نامه رانندگی در ایران در دو مرحله انجام می شود آزمون تئوری و آزمون شهری (توشهری) که در آزمون تئوری که به صورت تستی توسط راهنمایی و رانندگی از متقاضیان ازمون گرفته می شود.
این آزمون شامل 30 سوال می باشد که هنرجویان 20 دقیقه وقت دارند به سوالات جواب دهند و برای قبولی از بین این 30 سوال باید به 26 سوال جواب صحیح بدهند.